# Kharkiv International
Die Kharkiv International (ab 2021 Ukraine International) sind offene internationalen Meisterschaften der Ukraine im Badminton. Sie fanden erstmals 2008 in Charkiw statt. 2022 wurde mit den Ukraine Open eine weitere internationale Meisterschaft in der Ukraine installiert.

## Die Sieger
| Saison    | Herreneinzel      | Dameneinzel         | Herrendoppel                         | Damendoppel                                 | Mixed                                  |
| --------- | ----------------- | ------------------- | ------------------------------------ | ------------------------------------------- | -------------------------------------- |
| 2008      | Dmytro Zavadsky   | Elena Prus          | Dmytro Zavadsky Vitaly Konov         | Anna Kobceva Maria Nikolajenko              | Dmytro Zavadsky Mariya Diptan          |
| 2009      | Dmytro Zavadsky   | Anne Hald           | Andrej Ashmarin Andrej Ivanov        | Anna Kobceva Elena Prus                     | Valeriy Atrashchenkov Elena Prus       |
| 2010      | Ivan Sozonov      | Larisa Griga        | Adam Cwalina Michał Łogosz           | Mariya Ulitina Natalya Voytsekh             | Valeriy Atrashchenkov Elena Prus       |
| 2011      | Brice Leverdez    | Olga Konon          | Vladimir Ivanov Ivan Sozonov         | Shinta Mulia Sari Yao Lei                   | Michael Fuchs Birgit Michels           |
| 2012      | Emil Holst        | Evgeniya Kosetskaya | Baptiste Carême Gaëtan Mittelheisser | Audrey Fontaine Émilie Lefel                | Nico Ruponen Amanda Högström           |
| 2013      | Dmytro Zavadsky   | Febby Angguni       | Adam Cwalina Przemysław Wacha        | Imogen Bankier Petya Nedelcheva             | Robert James Blair Imogen Bankier      |
| 2014      | Rasmus Fladberg   | Linda Setschiri     | Gennadiy Natarov Artem Pochtarev     | Natalya Voytsekh Yelyzaveta Zharka          | Artem Pochtarev Olena Prus             |
| 2015      | Henri Hurskainen  | Olga Konon          | Bodin Isara Nipitphon Puangpuapech   | Jongkolphan Kititharakul Rawinda Prajongjai | Robert Mateusiak Nadieżda Zięba        |
| 2016      | nicht ausgetragen | nicht ausgetragen   | nicht ausgetragen                    | nicht ausgetragen                           | nicht ausgetragen                      |
| 2017      | Toby Penty        | Natalya Voytsekh    | K. Nandagopal Rohan Kapoor           | Johanna Goliszewski Lara Käpplein           | K. Nandagopal Mahima Aggarwal          |
| 2018      | Jan Louda         | Özge Bayrak         | Krishna Prasad Garaga Dhruv Kapila   | Amanda Högström Clara Nistad                | Saurabh Sharma Anoushka Parikh         |
| 2019      | Mark Caljouw      | Qi Xuefei           | Ben Lane Sean Vendy                  | Chloe Birch Lauren Smith                    | Paweł Śmiłowski Magdalena Świerczyńska |
| 2020      | nicht ausgetragen | nicht ausgetragen   | nicht ausgetragen                    | nicht ausgetragen                           | nicht ausgetragen                      |
| 2021      | Priyanshu Rajawat | Polina Buhrova      | Junaidi Arif Muhammad Haikal         | Stine Küspert Emma Moszczynski              | Yap Roy King Valeree Siow              |
| 2022 2024 | nicht ausgetragen | nicht ausgetragen   | nicht ausgetragen                    | nicht ausgetragen                           | nicht ausgetragen                      |